# Saint-Beauzeil
Saint-Beauzeil település Franciaországban, Tarn-et-Garonne megyében. Lakosainak száma 113 fő (2022. január 1.). Saint-Beauzeil Massoulès, Roquecor, Saint-Amans-du-Pech és Valeilles községekkel határos.

## Népesség
A település népessége az elmúlt években az alábbi módon változott:
| Lakosok száma | 132  | 111  | 102  | 98   | 98   | 96   | 101  | 107  | 113  |
|               | 2013 | 2015 | 2016 | 2017 | 2018 | 2019 | 2020 | 2021 | 2022 |